# Géza Fejér
Géza Fejér (Budapest, 20 aprile 1945) è un ex discobolo ungherese.

## Palmarès
| Anno | Manifestazione | Sede              | Evento           | Risultato | Misura  | Note |
| ---- | -------------- | ----------------- | ---------------- | --------- | ------- | ---- |
| 1969 | Europei        | Atene             | Lancio del disco | 10º       | 55,64 m |      |
| 1971 | Europei        | Helsinki          | Lancio del disco | Bronzo    | 61,54 m |      |
| 1972 | Olimpiadi      | Monaco di Baviera | Lancio del disco | 5º        | 62,62 m |      |
| 1974 | Europei        | Roma              | Lancio del disco | 9º        | 59,46 m |      |